# Саньяк, Жорж
Жорж Санья́к (фр. Georges Sagnac; 14 октября 1869 — 26 февраля 1928) — французский физик, открывший эффект, названный его именем, а также первым обнаруживший явление рентгеновской флуоресценции. Эффект Саньяка лежит в основе современных представлений интерферометрии. На его основе работают лазерные гироскопы, разработанные в 1970-х годах.

## Биография
Саньяк родился в Перигё и поступил в Высшую нормальную школу в 1889 году. Ещё будучи лаборантом-ассистентом в Сорбонне, он был одним из первых французских физиков, изучавших рентгеновские лучи. Он принадлежал к группе физиков, собравшейся вокруг Пьера и Марии Кюри. Мария Кюри вспоминала, что она вместе с мужем часто обменивались идеями с Саньяком во времена открытия естественной радиоактивности.
Брат Филипп, историк.

## Эффект Саньяка
В 1913 году Жорж Саньяк показал, что если разделить луч света на два и послать их в противоположных направлениях по замкнутому пути на платформе, вращающейся вокруг своей оси вместе с зеркалами по периметру, то лучи света рекомбинируют и проявляют интерференционные эффекты. Исходя из полученного результата Саньяк предположил, что свет распространяется независимо от скорости своего источника. Движение Земли никак не влияет на изменение скорости светового луча, также не имеет значения особенности вращения платформы. Этот эффект рассматривался в 1911 году Харресом, однако именно Саньяк был первым, кто определил и корректно описал причину явления.
Этот эффект в вакууме был теоретически предсказан Максом фон Лауэ в 1911 году. Он показал, что подобные эффекты совместимы с концепцией «стационарного эфира» Лоренца и «релятивистской» концепцией Эйнштейна. Сегодня считается, что эффект Саньяка несовместим с концепцией «полного захвата эфира», а также с «эмиссионными моделями света», согласно которым скорость света зависит от скорости его источника.

## Другой вклад Саньяка в физику XX века
Кроме исследования оптики движущихся материальных сред и интерференции света Саньяк также интересовался рентгеновскими лучами и естественной радиоактивностью. Он открыл вторичное излучение катодными и рентгеновскими лучами при их падении на металлы. Также он определил заряд бета-частиц радиоактивного излучения (электронов).

## См. . также
- Эффект Саньяка